# Глобиш, Кшиштоф
Кшиштоф Мария Глобиш (пол. Krzysztof Maria Globisz; род. 16 января 1957) — польский актёр театра, кино, радио и телевидения; также актёр озвучивания и театральный педагог.

## Биография
Кшиштоф Глобиш родился в городе Семяновице-Слёнске. Актёрское образование получил в Государственной высшей театральной школе в Кракове, которую окончил в 1980 году. Дебютировал в театре в 1980 году во Вроцлаве. Актёр театров во Вроцлаве (Польский театр) и в Кракове (Старый театр), преподаватель театральной школы в Кракове. Выступает в спектаклях «театра телевидения» с 1983 года и в радиопередачах «театра Польского радио».

## Избранная фильмография

### актёр
- 1982 — Дантон / Danton — Амар
- 1987 — Короткий фильм об убийстве / Krótki film o zabijaniu — адвокат Пётр Балицкий
- 1987 — Преступление и наказание / Zbrodnia i kara (телеспектакль) — Разумихин
- 1988 — Crimen / Crimen (телесериал) — Василий, муж Настьки
- 1988 — Декалог 5 / Dekalog 5 — Пётр
- 1989 — Моджеевская / Modrzejewska
- 1992 — Всё, что самое важное / Wszystko, co najwazniejsze…
- 1997 — Слава и хвала / Sława i chwała
- 1999 — Пан Тадеуш / Pan Tadeusz
- 1999 — Дочери счастья / Córy szczęścia / A szerencse lányai
- 2000 — Приговор Франтишеку Клосу / Wyrok na Franciszka Kłosa
- 2001 — Канун весны / Przedwiośnie
- 2001 — Эвкалипт / Eucalyptus
- 2002 — Карьера Никося Дызмы / Kariera Nikosia Dyzmy
- 2002 — Суперпродукция / Superprodukcja
- 2003 — Погода на завтра / Pogoda na jutro
- 2005 — Эмилия / Emilia
- 2005 — Крик жерлянки / Unkenrufe — Zeit der Versöhnung / Wróżby kumaka
- 2006 — Сатана из седьмого класса / Szatan z siódmej klasy
- 2007 — Главный свидетель / Świadek koronny
- 2007 — Катынь / Katyń
- 2008 — Время чести
- 2009 — Идеальный парень для моей девушки / Idealny facet dla mojej dziewczyny
- 2010 — 1920 год. Война и любовь / 1920. Wojna i miłość
- 2011 — Варшавская битва. 1920 / 1920 Bitwa Warszawska
- 2011 — Меня зовут Ки / Ki
- 2014 — Джек Стронг / Jack Strong
- 2014 — Камни на шанец / Kamienie na szaniec

### польский дубляж
- В поисках Немо, Оливер Твист, Охотники на драконов

## Признание
- 1996 — Заслуженный деятель культуры Польши.
- 2004 — Кавалерский крест Ордена Возрождения Польши.
- 2005 — Серебряная медаль «За заслуги в культуре Gloria Artis».
- 2010 — Гран-при — 50-е Калишские театральные встречи.